# 博伊德 (阿肯色州)
博伊德（英語：Boyd）是位於美國阿肯色州米勒縣的一個非建制地區。該地的面積和人口皆未知。

## 地理
博伊德的座標為33°20′30″N 93°55′39″W / 33.34167°N 93.92750°W，而該地的平均海拔高度為114米（即374英尺）。